# トップページ・ダウン・ペナルティー
トップページ・ダウン・ペナルティー（英: Top page Down Penalty、TDP）とは、2007年頃から使われだしたSEOの造語。大手検索サイト「Yahoo!」の検索結果において、急に検索結果が表示されなくなる現象を指す。
原因として下記のようなものが考えられているが、定かではない。
- インデックスアップデートによるフィルタリングの変更により除外された
- スパム判定を受けて除外された
- ターゲットキーワードの出現率が高すぎるので除外された